# Eugènia d'Orleans
Lluïsa Adelaida Eugènia d'Orleans (París, Illa de França, 25 d'agost de 1777 - 30 de desembre de 1848) fou una princesa de la casa d'Orleans.
Era filla del Lluís Felip d'Orleans V duc d'Orleans (Felip Igualtat) i Adelaida de Borbó-Penthièvre. Quan només tenia catorze anys, marxà a Anglaterra, acompanyada de la seva institutriu, amb el propòsit de viatjar i conèixer aquell país. En retornar es trobà inclosa en la llista d'emigrants, aconseguint refugiar-se amb l'exèrcit del Nord, on el seu germà, LLuís Felip comandava una divisió; però aquest estava compromès amb la conspiració de Dumouriez, pogueren reunir-se amb ell a Schaffouse, després de deu dies d'un viatge ple de peripècies, refugiant-se ambdós a Suïssa.
Visqué amb la seva tia, la princesa de Conti, entrant en un convent de Friburg, i després a la Baviera i a Figueres (província de Girona), on trobà la seva mare, havent de fugir a peu i de nit quan el bombardeig d'aquella capital pels francesos, refugiant-se en un convent veí.
D'allà passà a l'Illa de Malta i Sicília, on el seu germà es casa amb Maria Amèlia filla del destronat rei de Nàpols Ferran I. El 1814 tornà a França, emigrant novament a Anglaterra l'any següent, reunint-se allà amb el seu germà Lluís Felip, al qual impulsà perquè cenyís la corona, fundant la monarquia de la segona branca dels Borbòns; durant aquell regnat, fou nomenada la Ninfa Egeria del rei, el qual la consultava en totes les circumstàncies.
Al morir deixà una gran fortuna, que heretaren els seus nebots Joinville i Montpensier.